# Martinsicuro
Martinsicuro község (comune) Olaszország Abruzzo régiójában, Teramo megyében. Magyarországi testvérvárosa Makó.

## Fekvése
A megye északkeleti részén fekszik. Határai: Alba Adriatica, Colonnella, Monteprandone és San Benedetto del Tronto.

## Története
Területén a római korban Truentum városa feküdt. A mai település a 14. században alakult ki. A 19. század elején, amikor a Nápolyi Királyságban felszámolták a feudalizmust előbb Colonnella része lett, majd 1963-ban önálló község.

## Népessége
A népesség számának alakulása:

## Főbb látnivalói
- Sacro Cuore di Gesù-templom
- tengerparti promenád